# علیرضا شجاع‌نوری
علی‌رضا شجاع‌نوری (زادهٔ ۸ فروردین ۱۳۳۴) بازیگر و تهیه‌کننده اهل ایران است. وی دارای مدرک زیست‌شناسی از دانشگاه شهید بهشتی و ادبیات ایتالیایی از دانشگاه تهران است. شجاع‌نوری در فیلم‌های برجسته‌ای چون شیر سنگی (۱۳۶۵)، روز واقعه (۱۳۷۳)، تردید (۱۳۸۷) و محمد رسول‌الله (۱۳۹۴) حضور داشته‌است.
او خواهرزاده مرحوم آیت الله حائری شیرازی، امام جمعه پیشین شیراز است 1

## پیشینه
شجاع‌نوری در سال ۱۳۵۹ کارش را از خبرگزاری جمهوری اسلامی ایران آغاز کرده و در دفتر مرکزی خبر ادامه داد. او در سال ۱۳۶۳ در بنیاد فارابی و سپس در واحد تأمین فیلم‌های خارجی صدا و سیما مشغول به کار شد. او در برخی از فیلم‌های سینمایی حضور پیدا کرده و از سال ۱۳۸۷ به تدریج فعالیت‌های سینمایی خود را منحصر به تهیه‌کنندگی نمود. در ۱۴ آبان ۱۳۹۲ با حکم حجت‌الله ایوبی رئیس سازمان سینمایی، علی‌رضا شجاع نوری به سمت مشاور امور بین‌الملل سازمان سینمایی منصوب شد.

## فیلم‌شناسی

### سینمایی
- سونامی (۱۳۹۷)
- کمدی انسانی (۱۳۹۵)
- نگار (۱۳۹۵)
- محمد رسول‌الله (۱۳۹۴–۱۳۸۶)
- فردا (۱۳۹۲)
- یک دقیقه و یازده ثانیه (۱۳۹۱)
- تردید (۱۳۸۷)
- روز واقعه (۱۳۷۳)
- دست نوشته‌ها (۱۳۶۵)
- شیر سنگی (۱۳۶۵)
- آن سوی مه (۱۳۶۴)
- بی‌بی چلچله (۱۳۶۳)
- آن سوی مه (۱۳۶۰)

### مجموعه‌های تلویزیونی
| سال        | نام مجموعه      | نقش         | کارگردان          |
| ---------- | --------------- | ----------- | ----------------- |
| درحال ساخت | سلمان فارسی     | سلمان فارسی | داوود میرباقری    |
| ۱۳۹۷       | بانوی عمارت     | طبیب        | عزیزالله حمیدنژاد |
| ۱۳۹۱       | پشت کوه‌های بلند | شیرخان      | امرالله احمدجو    |
| ۱۳۶۲       | سربداران        | _           | محمدعلی نجفی      |

### نمایش خانگی
| سال  | نام مجموعه | نقش   | کارگردان   |
| ---- | ---------- | ----- | ---------- |
| ۱۳۹۸ | خواب‌زده    | شادان | سیروس مقدم |

### تهیه‌کننده
- شب اول هجده سالگی (۱۳۹۷ حامد تهرانی)
- بنفشه آفریقایی (۱۳۹۶ مونا زندی حقیقی)
- مستند یک لقمه خواب(۱۳۹۵ مونا زندی حقیقی)
- شنل (۱۳۹۵ حسین کندری)
- دونده زمین (۱۳۸۹ کمال تبریزی)
- روشن، خاموش، روشن (۱۳۸۹ حمیدرضا چارکچیان)
- زیر آب (۱۳۸۸ سپیده فارسی)
- صندلی خالی (۱۳۸۷ سامان آسترکی)
- کتاب قرمز (مزدک میرعابدینی)
- باغ‌های کندلوس (۱۳۸۳ ایرج کریمی)
- یک بوس کوچولو (۱۳۸۳ بهمن فرمان آرا)
- من و نگین دات کام (۱۳۸۲ حسین قناعت)
- نامه‌ها (۱۳۸۱ سامان آسترکی)
- فرش باد (۱۳۸۱ کمال تبریزی)
- زیستن (۱۳۸۰ رضا سبحانی)
- فردا (۱۳۸۰ ستسو ناکایاما)
- شیر سنگی (۱۳۶۵ مسعود جعفری جوزانی)